# Goong
Goong (hangul: 궁, hancha: 宫, dosł. Pałac) – południowokoreański serial telewizyjny emitowany na antenie MBC. Był emitowany od 11 stycznia do 30 marca 2006 roku, w środy i czwartki o 21:55, liczy 24 odcinki. Główne role odgrywają w nim Yoon Eun-hye, Ju Ji-hoon, Kim Jeong-hoon i Song Ji-hyo. Powstał w oparciu o manhwę Goong autorstwa Park So-hee.
Goong był dziesiątym pod względem popularności serialem 2006 roku z najwyższą oglądalnością 28,3%. Stał się też hitem w całej Azji, przyczyniając się do koreańskiej fali. Ze względu na jego sukces w 2007 roku powstał spin-off Goong S.

## Opis fabuły
Serial umiejscowiony jest w alternatywnej rzeczywistości, w XXI wieku w Korei, w której nadal panuje monarchia i rodzina królewska od 1945 roku. Serial skupia się na życiu księcia Lee Shin (Ju Ji-hoon) i jego nowej narzeczonej, Chae-kyeong (Yoon Eun-hye).
Historia zaczyna się w momencie, gdy król umiera. Przed laty król złożył obietnicę swojemu najwierniejszemu przyjacielowi, że jego wnuk, który będzie następcą tronu, ożeni się z jego wnuczką. Mimo że książę jest zakochany w ambitnej i utalentowanej baletnicy Hyo-rin (której się oświadczył, ale został odrzucony), Shin ostatecznie żeni się z Chae-kyeong, wybraną mu przez dziadka, zmarłego cesarza Seongjo. Jego nowa żona jest zawzięta ale sympatyczna, i pomimo że początkowo nic do siebie nie czują, w końcu miłość rozkwita między parą.

## Obsada

### Główna
- Yoon Eun-hye jako Shin Chae-kyeong
- Ju Ji-hoon jako książę Lee Shin, następca tronu
- Kim Jeong-hoon jako książę Lee Yul
- Song Ji-hyo jako Min Hyo-rin

### W pozostałych rolach
- Kim Seok jako Shin Chae-joon
- Lee Ho-jae jako Gong Nae-kwan
- Jeon Su-yeon jako Choi Sang Gung

Rodzina Chae-Kyung
- Kang Nam-gil jako ojciec Chae-kyeong
- Im Ye-jin jako matka Chae-kyeong
- Kim Suk jako Shin Chae-joon, młodszy brat Chae-kyeong

Przyjaciele Shina
- Choi Seong-joon jako Kang-in
- Lee Yong-joo jako Jang-kyung
- Uhm Seong-mo jako Ryu-hwan

Przyjaciele Chae-kyung
- Jeon Ji-ae jako Lee Kang-hyun
- Nah Eun-kyeong jako Kim Soon-young
- Dan Ji jako Yoon Hee-soong

Pałac
- Kim Hye-ja jako Królowa Matka
- Park Chan-hwan jako Król Lee Hyeon
- Yoon Yoo-sun jako Królowa
- Lee Yoon-ji jako księżniczka Hye-myung, siostra Shina
- Shim Hye-jin jako pani Hwa-young, matka Yula
- Choi Bool-am jako Cesarz Seongjo
- Kim Sang-joong jako książę Lee Soo, zmarły ojciec Yula

## Remaki i spin-offy

### Goong S
Spin-off serialu, Goong S, przedstawia historię młodego pracownika chińskiej restauracji, który nagle odkrywa, że jest członkiem rodziny królewskiej, a następnie wprowadza się do pałacu. Hwang wspomniał, że w odtwórcy głównej roli szukał w swego rodzaju męskiego odpowiednika Shin Chae-kyeong. Ten spin-off nie jest powiązany fabułą z pierwszym sezonem, miał nową obsadę i fabułę.
W październiku 2006 roku K-popowa gwiazda Se7en został wybrany jako odtwórca główne roli tego serialu. Zagrał postać Lee Hoo. Pozostała część głównej obsady to Huh E-jae (grająca główną bohaterkę Yang Soon-ae), Kang Doo (który wcielił się w Lee Joona) i  Park Shin-hye (Shin Sae-ryung). Zdjęcia do serialu rozpoczęto w listopadzie 2006 roku.
Tytuł serialu został zmieniony z Goong 2 na Goong S z powodu problemów z naruszeniem praw autorskich. Kręcienie kontynuowano, mimo że firmie Group 8 wytoczono proces sądowy w związku z bezprawnym wykorzystaniem „Goong” w tytule. Jednak MBC zajęła się tą kwestią Eight Peaks i oświadczyła, że właścicielem praw do nazwy są zarówno stacja i jak i oryginalna firma produkcyjna.

### Goong: The Musical
Na podstawie serial powstał musical zatytułowany Goong: The Musical (Hangul: 뮤지컬 궁). Producent Song Byung-Joon, CEO firmy Group Eight, współpracował ze scenarzystą serialu, In Eun-ah, do interpretacji scenicznej, a także z reżyserem Kim Jae-sung. Kreatywny zespół zbudował ekstrawagancką scenografię, co zobrazowano za pośrednictwem urządzeń cyfrowych w celu pokazania dramatycznych efektów i fantazji na scenie. Użyto różne gatunki muzyczne, od tradycyjnej muzyki dworskiej, przez muzykę klasyczną, hip-hop, po jazz. Muzykę połączono z różnymi stylami tanecznymi, jak balet, tańce dworskie i breakdance.

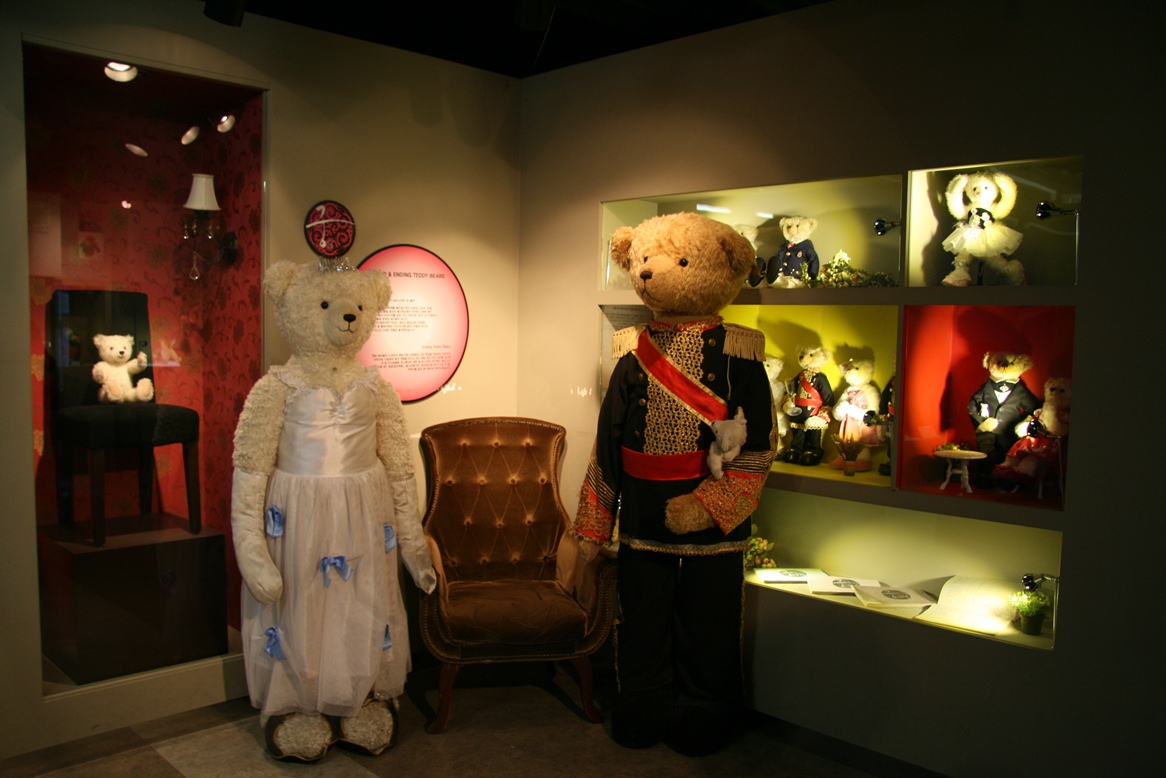
Misie z Goong na wystawie w Teddy Bear Museum w N Seoul Tower

Musical zadebiutował w Teatrze Yong w Narodowym Muzeum Korei we wrześniu 2010 roku, w roli następcy tronu Lee Shina zagrał Yunho z TVXQ.
Kim Kyu-jong z SS501 wcielił się w Shina podczas wystawiania musicalu w Minami-za w Kioto, w Japonii (czerwiec-lipiec 2011 roku), a Kangin z Super Junior na przemian z Sungmo z Supernova odgrywali główną rolę w Gotanda U-Port Hall w Tokio, w Japonii we wrześniu 2012 roku.
W 2014 roku Lee Tae-min z Shinee wcielił się w rolę księcia od 10 do 24 maja, kiedy musical wystawiany był Akasaka ACT Theater, w Tokio.

### Remaki
W 2006 roku Benci Bilang Cinta został wyemitowany w Indonezji, w rolach głównych wystąpili Andriani Marshanda i Baim Wong.
W 2016 roku Princess Hours Thailand został wyemitowany na kanale True4U, w rolach głównych wystąpił Ungsumalynn Sirapatsakmetha jako Khaning.

## Oglądalność
| No. | Data emisji | Oglądalność (TNmS) | Oglądalność (TNmS) |
| No. | Data emisji | Kraj               | Seul               |
| --- | ----------- | ------------------ | ------------------ |
| 1   | 2006.01.11  | 16,2%              | 16,6%              |
| 2   | 2006.01.12  | 16,0%              | 16,5%              |
| 3   | 2006.01.18  | 14,3%              | 14,3%              |
| 4   | 2006.01.19  | 15,1%              | 15,3%              |
| 5   | 2006.01.25  | 9,3%               | 10,5%              |
| 6   | 2006.01.26  | 16,5%              | 16,5%              |
| 7   | 2006.02.01  | 13,7%              | 14,0%              |
| 8   | 2006.02.02  | 18,6%              | 19,1%              |
| 9   | 2006.02.08  | 24,0%              | 25,2%              |
| 10  | 2006.02.09  | 25,2%              | 26,3%              |
| 11  | 2006.02.15  | 24,5%              | 25,7%              |
| 12  | 2006.02.16  | 25,6%              | 27,2%              |
| 13  | 2006.02.22  | 25,0%              | 25,8%              |
| 14  | 2006.02.23  | 26,7%              | 28,4%              |
| 15  | 2006.03.02  | 27,9%              | 28,8%              |
| 16  | 2006.03.02  | 24,3%              | 25,0%              |
| 17  | 2006.03.08  | 25,8%              | 26,1%              |
| 18  | 2006.03.09  | 26,6%              | 27,1%              |
| 19  | 2006.03.15  | 27,0%              | 27,3%              |
| 20  | 2006.03.16  | 27,1%              | 26,9%              |
| 21  | 2006.03.22  | 24,6%              | 25,2%              |
| 22  | 2006.03.23  | 24,4%              | 25,5%              |
| 23  | 2006.03.29  | 25,4%              | 26,9%              |
| 24  | 2006.03.30  | 28,3%              | 28,8%              |

## Nagrody i nominacje
| Rok  | Nagroda                          | Kategoria                                       | Wynik     |
| ---- | -------------------------------- | ----------------------------------------------- | --------- |
| 2006 | Seoul International Drama Awards | Najlepsza scenografia (Min Eon-ok)              | Wygrana   |
| 2006 | 42. Baeksang Arts Awards         | Najlepszy nowy aktor w serialu (Ju Ji-hoon)     | Nominacja |
| 2006 | 42. Baeksang Arts Awards         | Najlepsza nowa aktorka w serialu (Yoon Eun-hye) | Nominacja |
| 2006 | MBC Drama Awards                 | Najlepszy nowy aktor w serialu (Ju Ji-hoon)     | Wygrana   |
| 2006 | MBC Drama Awards                 | Najlepsza nowa aktorka w serialu (Yoon Eun-hye) | Wygrana   |